# 데저트 파이낸셜 아레나
데저트 파이낸셜 아레나(영어: Desert Financial Arena)는 미국 애리조나주 템피에 위치한 실내 경기장이다. WNBA 피닉스 머큐리의 2018년, 2021년 플레이오프 때 홈경기장으로 사용했다.

## WNBA경기
| 날짜            | 팀1                   | 스코어   | 팀2           |
| --------------- | --------------------- | -------- | ------------- |
| 2018년 8월 21일 | 댈러스 윙스           | 83 - 101 | 피닉스 머큐리 |
| 2021년 10월 3일 | 라스베이거스 에이시즈 | 60 - 87  | 피닉스 머큐리 |